# Maniola mandane
Maniola mandane är en fjärilsart som beskrevs av Vincenz Kollar 1850. Maniola mandane ingår i släktet Maniola och familjen praktfjärilar. Inga underarter finns listade i Catalogue of Life.